# サミュエル・ディキンソン・ハバード

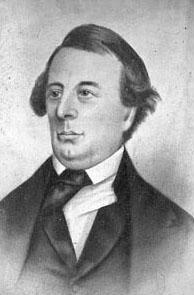
サミュエル・ディキンソン・ハバード

サミュエル・ディキンソン・ハバード（Samuel Dickinson Hubbard, 1799年8月10日 - 1855年10月8日）は、アメリカ合衆国の弁護士、政治家。1852年から1853年まで第18代アメリカ合衆国郵政長官を務めた。

## 生涯
1799年8月10日、ハバードはコネチカット州ミドルタウンにおいて、大陸軍の軍需管理長官イライジャ・ハバード (Elijah Hubbard、1745-1808) とアビゲイル・ディキンソン (Abigail Dickinson, 1758-1838) の息子として誕生した。ハバードはイェール大学で古典を学び、1819年に同大学を卒業した。ハバードは1820年にコネチカット州から弁護士として認可を受け、1823年から1837年まで弁護士業を営んだ。ハバードはまた製造業にも従事した。
ハバードはその後政治に関与し、1844年にコネチカット州第2選挙区からアメリカ合衆国下院議員に選出された。ハバードはホイッグ党の党員として、1845年3月4日から1849年3月3日まで2期4年、合衆国下院議員を務めた。
1852年、ミラード・フィルモア大統領はハバードを郵政長官に任命した。ハバードは1852年8月31日からフィルモア大統領の任期満了となる1853年3月7日まで郵政長官を務めた。
ハバードは郵政長官退任後、慈善団体の運営に残りの人生を捧げた。そして1855年10月8日、ハバードはコネチカット州ミドルタウンにおいて死去した。ハバードの遺体はミドルタウン市内のインディアン・ヒル墓地に埋葬された。